# Armando Tugnoli
Armando Tugnoli (1894) è stato un sollevatore italiano.

## Biografia
Nato nel 1894, gareggiava nella classe di peso dei pesi mediomassimi o massimi-leggeri (82.5 kg).
A 30 anni partecipò ai Giochi olimpici di Parigi 1924, nei pesi massimi-leggeri, chiudendo 18º con 375 kg totali alzati, dei quali 55 nello strappo a una mano, 70 nello slancio a una mano, 75 nella distensione lenta, 75 nello strappo e 100 nello slancio.